# MBxd1 161-169
1Aw/M – typ wąskotorowych wagonów motorowych, skonstruowany w Pleszewie w 1964 roku poprzez zabudowę układu napędowego do wagonu osobowego typu 1Aw. Kolejne 8 sztuk wagonów powstało w latach 1964–1966 w warsztatach Krośniewickiej Kolei Dojazdowej. Oznaczone serią PKP MBxd1, z numerami 161–169.

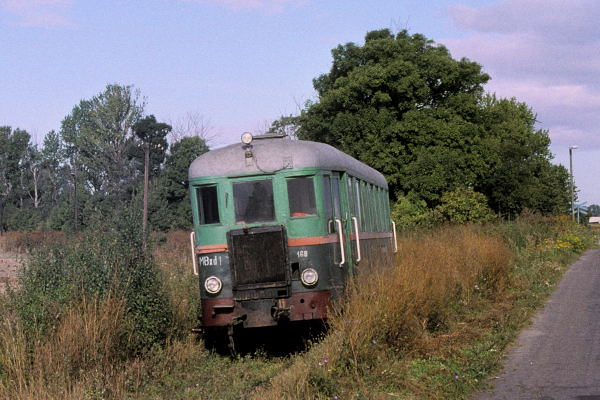
MBxd1-168

## Konstrukcja
Przekonstruowanie wagonu osobowego na wagon motorowy polegało na zabudowaniu silnika wraz ze skrzynią biegów w jednym z przedsionków (na końcu wagonu), zabudowaniu przekładni osiowych na zestawach kołowych, zabudowaniu kabin sterowniczych oraz układu hamulca pneumatycznego.
MBxd1 to czteroosiowy wagon motorowy napędzany silnikiem wysokoprężnym i wyposażony w przekładnię mechaniczną typu samochodowego. Napęd ze skrzyni biegów był przenoszony za pomocą wału Kardana do przekładni nawrotno-rozdzielczej. Następnie dwoma wałami kardana był przenoszony na drugą oś każdego wózka (1A'A1'). 
W późniejszym okresie, ze względów na problemy z długim wałem napędzającym oś wózka znajdującego się dalej od silnika, wał ten zlikwidowano pozostawiając jedynie napęd na jedną oś (1A'2').

## Sterowanie i jazda
Wagon posiadał samochodową skrzynię biegów oraz zwykłe suche sprzęgło, co wymuszało „samochodowy” sposób obsługi. Jedynie zamiast pedałów zastosowano odpowiednie dźwignie, dzięki czemu wszystkie elementy sterowania znajdowały się na pulpicie maszynisty.

## Oznaczenia
Pierwotnie wagony nosiły oznaczenie Mx (M – wagon motorowy, x – czteroosiowy), które w latach 70 zostało zmienione na MBxd1.
Oznaczenie (Mx później) MBxd1 posiadają też inne wąskotorowe wagony motorowe napędzane silnikiem wysokoprężnym i wyposażone w przekładnię mechaniczną. Dlatego poszczególne konstrukcje odróżnia się zakresem numeru inwentarzowego.